# Eva Ahlström
Eva Ahlström (née Holmström le 21 janvier 1848 – morte le 19 décembre 1920) est la directrice de la société Ahlström et la deuxième épouse de son fondateur Antti Ahlström,.

## Biographie
En 1896, après la mort de son époux Antti Ahlström, Eva Ahlström prend alors, pendant huit ans, la direction de la société Ahlström.
On considère que Eva Ahlström est la première directrice industrielle de Finlande.
Dans ce rôle, elle est une réformatrice.
En 2010 ses héritières fondent la fondation Eva Ahlström en faveur des enfants pauvres, et tout particulièrement de l'éducation des filles.